# 케빈 매카시 (정치인)
케빈 오언 매카시(영어: Kevin Owen McCarthy, 1965년 1월 26일~)는 미국의 정치인이다. 캘리포니아 22번째 선거지구의 하원의원이자 116번째 의회의 하원 소수당 대표다. 2007년 하원 의원에 당선되어 보수적인 성향을 지닌 22번째 선거 지구에서 3번째 임기를 지내고 있다.
2023년 1월 7일부터 10월 3일까지 미국의 제53대 연방 하원의장으로 역임했다.

## 역대 선거 결과
| 선거명      | 직책명                           | 대수  | 정당   | 득표율  | 득표수    | 결과 | 당락                       |
| ----------- | -------------------------------- | ----- | ------ | ------- | --------- | ---- | -------------------------- |
| 2002년 선거 | 하원의원 (캘리포니아 제32선거구) | 85대  | 공화당 | 75.85%  | 78,229표  | 1위  | 캘리포니아 주의원 당선     |
| 2004년 선거 | 하원의원 (캘리포니아 제32선거구) | 86대  | 공화당 | 78.66%  | 129,510표 | 1위  | 캘리포니아 주의원 당선     |
| 2006년 선거 | 하원의원 (캘리포니아 제22선거구) | 110대 | 공화당 | 70.70%  | 133,278표 | 1위  | 캘리포니아주 하원의원 당선 |
| 2008년 선거 | 하원의원 (캘리포니아 제22선거구) | 111대 | 공화당 | 100.00% | 224,549표 | 1위  | 캘리포니아주 하원의원 당선 |
| 2010년 선거 | 하원의원 (캘리포니아 제22선거구) | 112대 | 공화당 | 98.76%  | 173,490표 | 1위  | 캘리포니아주 하원의원 당선 |
| 2012년 선거 | 하원의원 (캘리포니아 제23선거구) | 113대 | 공화당 | 73.22%  | 158,161표 | 1위  | 캘리포니아주 하원의원 당선 |
| 2014년 선거 | 하원의원 (캘리포니아 제23선거구) | 114대 | 공화당 | 74.84%  | 100,317표 | 1위  | 캘리포니아주 하원의원 당선 |
| 2016년 선거 | 하원의원 (캘리포니아 제23선거구) | 115대 | 공화당 | 69.18%  | 167,116표 | 1위  | 캘리포니아주 하원의원 당선 |
| 2018년 선거 | 하원의원 (캘리포니아 제23선거구) | 116대 | 공화당 | 63.72%  | 131,113표 | 1위  | 캘리포니아주 하원의원 당선 |
| 2020년 선거 | 하원의원 (캘리포니아 제23선거구) | 117대 | 공화당 | 57.35%  | 94,428표  | 1위  | 캘리포니아주 하원의원 당선 |
| 2022년 선거 | 하원의원 (캘리포니아 제20선거구) | 118대 | 공화당 | 67.25%  | 153,844표 | 1위  | 캘리포니아주 하원의원 당선 |

## 참고 자료
- 위키미디어 공용에 케빈 매카시 관련 미디어 분류가 있습니다.